# 芳珠記念病院
芳珠記念病院（ほうじゅきねんびょういん) は、石川県能美市にある医療機関。

## 診療科
出典
- 内科
- 内分泌内科
- 糖尿病・代謝内科
- 血液内科
- がん化学療法内科
- 緩和ケア内科
- 腎臓内科
- 人工透析内科
- リウマチ科
- 循環器内科
- 呼吸器内科
- 消化器内科
- 脳神経内科
- 外科
- 乳腺･内分泌外科
- 消化器外科
- 肛門外科
- 整形外科
- 脳神経外科
- 眼科
- 婦人科
- 小児科
- 耳鼻咽喉科
- 皮膚科
- 泌尿器科
- 形成外科
- 美容外科
- 歯科口腔外科
- リハビリテーション科
- 放射線科
- 麻酔科

## 医療機関の指定・認定
出典
| 保険医療機関                       | 労災保険指定病院       |
| 母体保護法指定病院                 | 更生医療指定病院       |
| 生活保護指定病院                   | 結核予防法指定病院     |
| 原子爆弾被爆者一般疾病医療取扱病院 | 船員保険病院           |
| 第一種協定指定医療機関             | 第二種協定指定医療機関 |